# Baiano
Baiano är en ort och kommun i provinsen Avellino i regionen Kampanien i Italien. Kommunen hade 4 742 invånare (2017).